# 黃士藻
黃士藻（1612年—？），號玉菴，福建泉州府晋江县人，明朝政治人物。同进士出身。

## 生平
崇禎三年（1630年）庚午科鄉試第七十八名舉人，七年（1634年）甲戌科會試第五十六名，廷試三甲第一百八十七名进士。户部觀政，八年授浙江平湖县知县，十一年降調，十四年補建昌县知县，十五年升南京户部江西司主事。

## 家族
曾祖黄佑，冠帶鄉賓；祖黄裕；父黄夢說，丙午舉人、知縣、桂林府通判。